# Нагірна (зупинний пункт)
Нагі́рна — пасажирський залізничний зупинний пункт Одеської дирекції Одеської залізниці на лінії Одеса-Застава I — Арциз. Розташований за 50,9 км від станції Одеса-Головна, у курортному селищі Кароліно-Бугаз Білгород-Дністровського району Одеської області.

## Пасажирське сполучення
На платформі Нагірна зупиняються приміські електропоїзди сполученням Одеса — Кароліна-Бугаз.
Влітку 2016 року з Одеси до Білгород-Дністровського призначалися чотири додаткових приміських електропоїзди. Таким чином, з Одеси до курортних містечок Білгород-Дністровського району курсували 9 пар, зокрема 4 пари пришвидшених із мінімальною кількістю зупинок, лише здійснювали на найпопулярніших зупинних пунктах, а саме: Студентська, Нагірна, Кароліна-Бугаз, Лиманська, Морська, Сонячна, Бугаз, що дозволяло пришвидшеним поїздам скоротити час в дорозі на 30-48 хвилин, у порівнянні зі звичайними електропоїздами, що курсували з усіма зупинками. При цьому вартість проїзду залишалася як для звичайного приміського електропоїзда.